# Barthés Trophy
Die Barthès Trophy ist die Junioren-Afrikameisterschaft im Rugby Union. Sie wird alljährlich ausgetragen. Spielberechtigt sind U-20-Nationalmannschaften der Mitgliedsverbände von Rugby Africa. Die Erstaustragung fand 2007 statt. 2020 fiel das Turnier wegen der COVID-19-Pandemie aus. Rekordsieger ist die namibische U-20-Rugby-Union-Nationalmannschaft.
Der Sieger des Turniers qualifiziert sich für die U-20-Rugby-Union-Weltmeisterschaft.

## Turniere im Überblick
| Jahr | Gastgeber         | Sieger            | 2. Platz          | 3. Platz          |
| ---- | ----------------- | ----------------- | ----------------- | ----------------- |
| 2007 | Uganda            | Namibia           | Simbabwe          | Marokko           |
| 2008 | Tunesien          | Namibia           | Simbabwe          | Kenia             |
| 2009 | Kenia             | Simbabwe          | Namibia           | Kenia             |
| 2010 | Elfenbeinküste    | Simbabwe          | Namibia           | –                 |
| 2011 | Simbabwe          | Simbabwe          | Namibia           | Kenia             |
| 2012 | Simbabwe          | Simbabwe          | Namibia           | Kenia             |
| 2013 | Südafrika         | Namibia           | Kenia             | Simbabwe          |
| 2014 | Namibia           | Namibia           | Kenia             | Simbabwe          |
| 2015 | Simbabwe          | Namibia           | Simbabwe          | Kenia             |
| 2016 | Namibia           | Namibia           | Simbabwe          | Kenia             |
| 2017 | Madagaskar        | Namibia           | Kenia             | Simbabwe          |
| 2018 | Namibia           | Namibia           | Kenia             | Simbabwe          |
| 2019 | Kenia             | Kenia             | Namibia           | Senegal           |
| 2020 | nicht ausgetragen | nicht ausgetragen | nicht ausgetragen | nicht ausgetragen |
| 2021 | Kenia             | Kenia             | Madagaskar        | Senegal           |
| 2022 | Kenia             | Simbabwe          | Namibia           | Kenia             |
| 2023 | Kenia             | Simbabwe          | Kenia             |                   |
| 2024 | Simbabwe          |                   |                   |                   |

## Sieger im Überblick
| # | Land       | Titel                                              | 2. Plätze                              | 3. Plätze                                    |
| - | ---------- | -------------------------------------------------- | -------------------------------------- | -------------------------------------------- |
| 1 | Namibia    | 8 (2007, 2008, 2013, 2014, 2015, 2016, 2017, 2018) | 6 (2009, 2010, 2011, 2012, 2019, 2022) |                                              |
| 2 | Simbabwe   | 5 (2009, 2010, 2011, 2012, 2022)                   | 4 (2007, 2008, 2015, 2016)             | 4 (2013, 2014, 2017, 2018)                   |
| 3 | Kenia      | 2 (2019, 2021)                                     | 4 (2013, 2014, 2017, 2018)             | 7 (2008, 2009, 2011, 2012, 2015, 2016, 2022) |
| 4 | Madagaskar |                                                    | 1 (2021)                               |                                              |
| 5 | Senegal    |                                                    |                                        | 2 (2019, 2021)                               |
| 6 | Marokko    |                                                    |                                        | 1 (2007)                                     |